# 穆哈伊里·阿杰馬爾
穆哈伊里·阿杰馬爾 (Muhammad Mukhairi Ajmal bin Mahadi；2001年11月7日—)是馬來西亞足球運動員，目前效力於馬來西亞超級足球聯賽雪蘭莪足球會和馬來西亞23歲以下國家足球隊司職正中場。

## 國際賽生涯
2021年9月23日，穆哈伊里首次被徵召加入國家隊，參加中央訓練與對上約旦和烏茲別克的友誼賽。

## 外部連結
- Soccerway資料庫：穆哈伊里·阿杰馬爾